# Петрова, Наталия Григорьевна
Наталия Григорьевна Петрова (в замужестве Серуш; род. 18 октября 1945) — советская актриса. Известна ролью Людмилы в экранизации поэмы А. С. Пушкина «Руслан и Людмила».

## Биография
Родилась 18 октября 1945 года. Выпускница Московского института иностранных языков. Работала моделью объединения «Союзпушнина».
В 1972 году снялась в главной роли Людмилы в экранизации поэмы А. С. Пушкина «Руслан и Людмила», снятой режиссёром Александром Птушко.
В 1979 году сыграла эпизодическую роль официантки Марианны в телесериале «Место встречи изменить нельзя». В эпизоде с ней танцует и выбрасывает потом в окно почувствовавший засаду Фокс.
В 1974 вышла замуж за иранского бизнесмена и советского агента гос. безопасности Бабека Серуша (умер в 1992 году), приятеля В. С. Высоцкого. Подолгу жила в разных странах — Швейцарии, США, Италии, Германии. После смерти мужа вновь вернула себе фамилию Петрова. Входила в число хороших знакомых Высоцкого.
В 1984 году была лишена советского гражданства.
В кино не снимается, занимается предпринимательской деятельностью. После смерти мужа, унаследовав от него состояние, занялась бизнесом и в 1992 году открыла частный косметический салон «Бьюти Студио», один из первых в Москве. Затем получила эксклюзивное право на создание студий красоты от французской фирмы «Герлен». Эти заведения в гостиницах «Националь» и «Аврора» стали одними из самых модных и престижных в Москве. Владелица нескольких ювелирных салонов, занимается бизнесом, связанным с драгоценностями и украшениями.
Живёт в Москве и Швейцарии.

## Фильмография
| Год  |   | Название                        | Роль                                           |
| ---- | - | ------------------------------- | ---------------------------------------------- |
| 1972 | ф | «Руслан и Людмила»              | Людмила                                        |
| 1979 | ф | «Место встречи изменить нельзя» | официантка Марианна                            |
| 1988 | ф | «Большая игра»                  | фрау фон Валецки, бывшая жена Леопольда Грацио |